# Sumpskogsmygga
Sumpskogsmygga (Penthetria funebris) är en tvåvingeart som beskrevs av Johann Wilhelm Meigen 1804. Sumpskogsmygga ingår i släktet Penthetria och familjen hårmyggor. Arten är reproducerande i Sverige. Inga underarter finns listade i Catalogue of Life.